# Vraňany
Vraňany (en allemand : Wranian) est une commune du district de Mělník, dans la région de Bohême-Centrale, en République tchèque. Sa population s'élevait à 900 habitants en 2020.

## Géographie
Vraňany se trouve à 10 km au sud-ouest de Mělník et à 28 km au nord-nord-ouest de Prague.
La commune est limitée par Jeviněves et Spomyšl au nord, par Lužec nad Vltavou à l'est, par Vojkovice au sud, par Nová Ves au sud-ouest et par Ledčice au nord-ouest.

## Histoire
La première mention écrite de la localité date de 1227.

## Administration
La commune se compose de deux quartiers :
- Mlčechvosty
- Vraňany